# Гондвански дъждовни гори на Австралия
Гондванските дъждовни гори на Австралия (на английски: Gondwana Rainforests of Australia) са комплекс от 41 обособени защитени територии в Куинсланд и Нов Южен Уелс в източна Австралия, част от Списъка на световното наследство на ЮНЕСКО.
Гондванските дъждовни гори обхващат общо 3700 квадратни километра, разположени между Голямата вододелна планина и крайбрежието на Тихия океан, и са най-голямата зона на субтропични дъждовни гори в света. Характерната и многообразна местна флора и фауна, включваща и голям брой застрашени видове, води произхода си от древния континент Гондвана и съдържа ценни сведения за еволюционната история на Земята.